# Hippocampus capensis
Hippocampus capensis is een  straalvinnige vissensoort uit de familie van zeenaalden en zeepaardjes (Syngnathidae). De wetenschappelijke naam van de soort is voor het eerst geldig gepubliceerd in 1900 door Boulenger.
De soort staat op de Rode Lijst van de IUCN als Bedreigd, beoordelingsjaar 2017.